# Atrophaneura polydorus
Pachliopta polydorus là một loài bướm ngày thuộc họ Papilionidae. Loài này phân bố ở đông bắc Queensland Úc cũng như Papua New Guinea và New Zealand..
Sải cánh dài 

## Phân loài
Loài này có các phân loài sau:
- A. p. aignanus  [Rothschild]
- A. p. asinius [Fruhstorfer]
- A. p. dampierensis [Hagen]
- A. p. godartianus [Lucas]
- A. p. humboldti  [Rothschild]
- A. p. kajelanus [Fruhstorfer]
- A. p. lascarus [Fruhstorfer]
- A. p. leodamas [Wallace]
- A. p. manus [Talbot]
- A. p. meforanus [Rothschild]
- A. p. naissus [Fruhstorfer]
- A. p. novobritannicus [Rothschild]
- A. p. orinomus [Rothschild]
- A. p. polydaemon [Mathew]
- A. p. queenslandicus [Rothschild, 1895]
- A. p. septentrionalis [Rothschild]
- A. p. tenimberensis [Rothschild]
- A. p. thessalia [Swinhoe]
- A. p. utuanensis [Ribbe]
- A. p. varus [Fruhstorfer]